# Pànic (por)
El pànic és un terror sobtat, dominant del pensament i el raonament, que es manifesta per una intensa ansietat i una agitació frenètica lligada a una resposta de lluita-fugida semblant a una resposta instintiva animal. El pànic pot ocórrer en un sol individu o manifestar-se sobtadament en un grup com a pànic massiu.  El pànic és un sentiment de terror i gran por sobtada, sovint sense una raó suficient.
La paraula "pànic" deriva del grec πανικός, "creat pel déu Pan", que gaudia espantant els ramats de cabres i ovelles.
El pànic apareix de cop, passatger i escandalós. Es caracteritza per una sensació d'espant i d'angoixa i desencadena una sèrie de símptomes físics sovint desagradables. Normalment és relacionat amb alguna cosa o ésser que esglaia molt (d'algú cap a un fet, a una idea, o d'algú altre) com per exemple una fòbia. Una fòbia és el pànic terrible que se sent davant un fet concret. Per tant, el pànic és una por terrible i intensa, però alhora passatgera.